# Lubiec (Łódź)
Lubiec [pronunciación en polaco: /ˈlubjɛt͡s/] es un pueblo ubicado en el distrito administrativo de Gmina Szczerców, dentro del Distrito de Bełchatów, Voivodato de Łódź, en Polonia central. Se encuentra aproximadamente a 4 kilómetros al norte de Szczerców, a 17 kilómetros al oeste de Bełchatów, y a 52 kilómetros al suroeste de la capital regional Łódź.
El pueblo tiene una población aproximada de 300 habitantes.